# Dom-le-Mesnil
 Dom-le-Mesnil  es una población y comuna francesa, en la región de Champaña-Ardenas, departamento de Ardenas, en el distrito de Charleville-Mézières y cantón de Flize.

## Demografía
| 1033 | 979 | 901 | 927 | 926 | 1047 |
| Para los censos de 1962 a 1999 la población legal corresponde a la población sin duplicidades (Fuente: INSEE [Consultar]) |     |     |     |     |      |